# 倉町信俊
倉町 信俊（くらまち のぶとし）は、戦国時代から安土桃山時代にかけての武将。龍造寺氏の家臣。

## 略歴
龍造寺隆信に仕え、元亀元年（1570年）の今山の戦いで戦功を挙げている。室は龍造寺隆信の娘であり、龍造寺家中においてかなりの地位を築いていたと思われる。天正12年（1584年）の諫早攻めでは第3軍を指揮しているが、同年の沖田畷の戦いで、龍造寺隆信を守って戦死した。
以降、子孫は佐賀藩の家老職を務めており、鍋島姓も賜っている。